# Maejor
Brandon Michael Green známý spíše pseudonymem Maejor dříve Bei Maejor a později Maejor Ali (* 23. července 1988 Detroit) je americký zpěvák, rapper a hudební skladatel z Detroitu. Je společně s Martinem Garrixem členem elektronického tanečního dua AREA21.
Napsal a produkoval skladby pro několik amerických hudebních skupin a umělců, například skupinu Big Time Rush, či umělce Justina Biebera, Trey Songze, Tinie Tempaha, Keri Hilsonovou, LeToya Luckettovou, Siedah Garrettovou, Ciaru, Cody Simpsona, Elle Varnerovou, Chrisette Michellovou, T-Paina, Ne-Yo, Wiz Khalifu, Tiësta, Three 6 Mafiu, Iggy Azaleu či Draka. Produkoval také hudbu pro reklamu společnosti Pepsi či oficiální soundtrack pro basketbalový tým Boston Celtics. Podílel se také na tvorbě filmových soundtracků pro filmy Bratz (2007), Princezna a žabák (2009) a Mysli jako on (2012), kromě toho produkoval hudbu pro videohry série NBA 2K a FIFA.

## Život a kariéra
V roce 2008 absolvoval univerzitu v Michiganu Ann Arboru. Po ukončení studia se přestěhoval do Atlanty, kde nastoupil do týmu producenta Ne-Yo. Dne 4. srpna 2010 vydal svůj první mixtape s názvem Upside Down, který obsahuje skladby Keri Hilsonové, Trey Songze, Draka a T-Paina. Svou první zlatou desku získal ještě v době studií na Michiganské univerzitě, v roce 2005 za produkci alba Trill, zpěváka Bun B. V roce 2010 byl nominován na cenu Grammy, za práci na albu Passion, Pain & Pleasure zpěváka Trey Songze, nominován na cenu Grammy byl nominován i v roce 2011 za album Still Standing zpěvačky Monici. V roce 2012 vydal dvě písně na albu Believe Justina Biebera a singl Say Somethin pro Austina Mahona. Jeho singl Lights Down Low byl použit jako oficiální soundtrack pro basketbalový tým Boston Celtics během National Basketball Association playoffs. V letech 2010 a 2013 spolupracoval na reklamě pro společnost Pepsi. S Justinem Bieberem v roce 2013 produkoval singl Heartbreaker. V roce 2017 spolupracoval na singlu Vai Malandra, který byl do maloobchodu a streamovým službám vydán online dne 18. prosince 2017. Tento singl během prvního dne po vydání dosáhl na Spotify více než jednoho milionu přehrání, tím v Brazílii dosáhl nejvíce přehrání v průběhu jednoho dne. Druhý den skladba dosáhla dvou milionů přehrání, čímž se stala nejprodávanější skladbou. Vzhledem k množství přehrání v prvních dnech se píseň dostala do žebříčku Top 50 ve službě Spotify a zároveň se stala první písní v portugalštině, která se dostala do žebříčku Top 20.